# Булонский лагерь

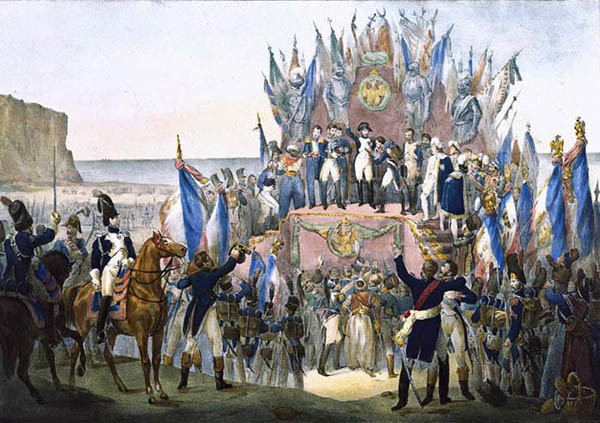
Наполеон награждает офицеров в Булонском лагере орденом Почётного легиона

Булонский лагерь (фр. Camp de Boulogne) — военный лагерь, созданный Наполеоном I в Булонь-сюр-Мер, где были сконцентрированы войска для десанта в Англию из-за расторжения мирного договора с Великобританией в 1803 году.
На 1805 год в лагере находились около 60 000 солдат. Штаб-квартира располагалась в замке Наполеона, расположенном в Пон-де-Брик (близ Сент-Этьенн-о-Мон). Император несколько раз эффектно навещал лагерь с инспекцией, в частности 16 августа 1804 года он производил награждение орденом Почётного легиона под звуки 1300 барабанов. Десант на территорию Англии не состоялся по причине вступления в войну Австрии и России. В итоге Булонский лагерь был снят, а войска переброшены для боевых действий в Германию.